# Liste der Haustauben

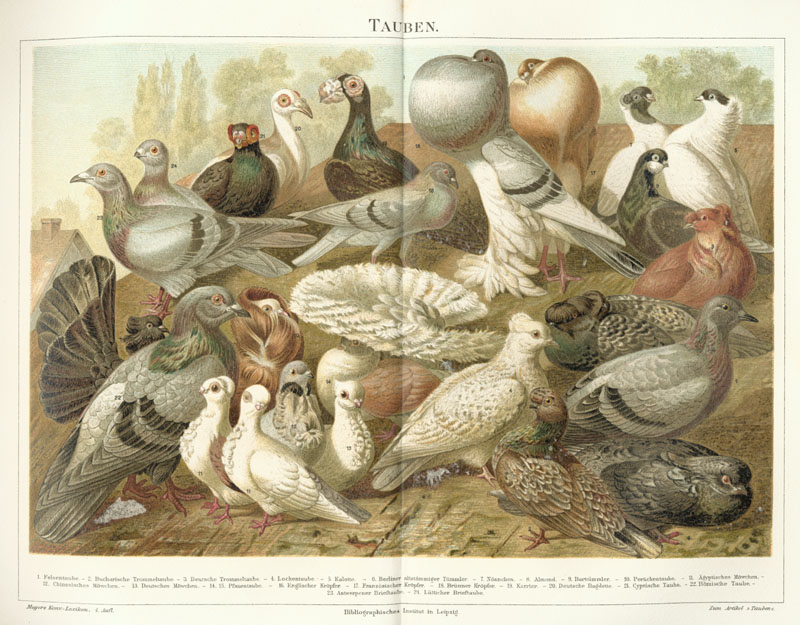
Verschiedene Taubenrassen. Aus Meyers Konversationslexikon.

Weltweit existieren vermutlich mehr als 800 Rassen der Haustaube, die in folgende Kategorien eingeteilt werden können:
1. Rassetauben (auch Schönheits- oder Ausstellungstauben), nach einem festgelegten Standard gezüchtete Tauben, um auf Ausstellungen Preise zu erringen,
2. Brieftauben, die in Wettflügen über größere Entfernungen gestartet werden,
3. Tümmler und Flugsporttauben, die vorrangig wegen ihrer Flugstile gezüchtet werden oder wurden, und
4. Wirtschafts- oder Fleischtauben, die vorrangig zur Fleischproduktion gehalten werden.

Die Liste der Haustauben enthält geläufige und weniger geläufige Namen der Rassen und Schläge der Haustaube. Rassen können mehrfach erscheinen, wenn sie unter unterschiedlichen Namen bekannt sind. Verlinkt wird die Bezeichnung des europäischen Kleintierzuchtverbandes (EE), wie sie in der EE-Liste für Rassetauben (ELRT) wiedergegeben ist. Schläge sind kursiv gekennzeichnet. Ein Pfeil (→) weist bei Mehrfachnennungen auf den in der ELRT verwendeten Namen.

## Rassetauben
Die nachfolgende Liste wird nach dem Namen der Rasse alphabetisch sortiert. Wurde die Rasse von der Europäischen Standard Kommission für Tauben (ESKT) des Europäischen Verbandes für Geflügel-, Tauben-, Vogel-, Kaninchen- und Caviazucht (EE) bestätigt, folgen in Klammern die Länderkodierung der Standardbestimmenden Instanz (SBI) und die Nummer der Rasse in der ELRT, anschließend folgt die Gruppe.

### Gruppeneinteilung der Rassetauben
Die Europäische Standard-Kommission für Tauben (ESKT) unterscheidet Rassetauben in folgende Gruppen:
Formentauben, Warzentauben, Huhntauben, Kropftauben, Farbentauben, Trommeltauben, Strukturtauben, Mövchentauben und Tümmlertauben. Hochflug- und Spielflugtauben sind in der Gruppe der Tümmler integriert.

### Die Europäische Liste für Rassetauben
Die EE-Liste für Rassetauben (ELRT) umfasst alle Rassen der Haustaube mit Europastandards die durch die Europäische Standard Kommission für Tauben (ESKT) bestätigt wurden. Die ELRT-Nummer ist keine streng fortlaufende Nummer. Das Verzeichnis der ELRT ist nach der Gruppeneinteilung der Rassetauben geordnet. So beginnen die Farbentauben mit der Nummer 401, der Böhmentaube, und enden mit der Glanztaube (D/0487). Anschließend folgen die Trommeltauben mit der Bucharischen Trommeltaube und der Nummer 501.

### Die Standardbestimmende Instanz
Die Standardbestimmende Instanz (SBI) ist:
a) der für eine Rasse zuständige Verband des in der ELRT gemeldeten Ursprungslandes, mit jeweiligem Europa-Standard. Die Länderkodierung der SBI entspricht den internationalen Kodierungen für Kraftfahrzeuge.
b) ein Verband, der der Europäischen Standardkommission einen Standard vorlegen kann, solange das Ursprungsland die Bedingungen für die SBI nicht erfüllen kann, z. B. „D“ für „RUS“ oder „USA“
c) eine Standardkommission, z. B. die Europäische Standardkommission für Rassetauben (ESKT)
d) eine Interessengemeinschaft, in der das Ursprungsland vertreten ist, z. B. der Europäische Modena Club (EMC) oder der Europäische kurzschnäbliche Mövchen Club (EKMC).

## Liste von Taubenrassen
In alphabetischer Reihenfolge.

### A
- Aachener Bandkröpfer (D/0326), auch Aachener Kröpfer,[4] Kropftauben
- Aachener Lackschildmövchen (D/0705), auch Aachener Lackschilder,[5] Mövchentauben
- Aargauer Weißschwanz (CH/0410), Farbentauben
- Abu-Abse-Wammentaube (D/0063), Formentauben
- Adana Wammentaube[6]
- Agarantaube (RUS(D)/0893), turkmenische Klatschtümmler gelbfahlen Farbenschlages (→ Агаран, russisch)
- Ägyptischer Segler (GB/0043), Formentauben (→ Egyptian Swift, englisch)
- Aitoser Roller (BG/1015), Tümmler und Hochflieger (bulgarisch Aitoski Rogat Premetach)
- Almondtümmler,[4] → Englischer Shortfaced Tümmler (GB/0832)
- Altdeutscher Kröpfer (D/0301), Kropftauben
- Altdeutscher Mohrenkopf (D/0479), Farbentauben
- Altdeutsches Mövchen (D/0704), Mövchentauben
- Altdeutsche Trommeltaube,
  - → Deutsche Gabelschwanz Trommeltaube (D/0509)[5]
  - bis zum Beginn des 20. Jahrhunderts für Trommeltauben unterschiedlichen Aussehens[7]
- Altenburger Trommeltaube (D/0513), auch glattköpfige Trommeltaube,[8]  Trommeltauben
  - dottergelbe, straußige Altenburger[4] meint in Dresden die erbsgelbe Variante der → Deutschen Schnabelkuppigen Trommeltaube (D/0503)
- Altholländischer Kapuziner (NL/0603), Strukturtauben
- Altholländisches Mövchen (NL/0703), Mövchentauben
- Altholländische Tümmler (NL/0826), Tümmler und Hochflieger
- Altorientalisches Mövchen (D(USA)/0726), Mövchentauben (→ Old Oriental Owl, englisch)[9]
- Altösterreichischer Tümmler (A/0834), Tümmler und Hochflieger
- Altstämmer (D/0907), auch Altstamm-Tümmler,[4] Tümmler und Hochflieger
- Altwiener Hochflieger (A/0982), Tümmler und Hochflieger
- American Giant Crest,[10][11] Huhntauben
- American Giant Runt,[12] Riesentauben
- American Giant Rumbler,[12] Riesentauben
- American Miniature Crest,[10][11] Huhntauben
- Amerikanische Kalotte
- Amsterdamer Kröpfer (NL/0331), auch Amsterdamer,[4] Kropftauben
- Amsterdamer Bärtchentümmler (NL/0929), Tümmler und Hochflieger
- Anatolische Mövchen (D/0713), Mövchentauben
- Anatolischer Ringschläger (TR(D)/1104), Tümmler und Hochflieger (Spielflugtauben)
- Andijan Klatschtümmler
- Antwerpener Smerle (B/0701), Mövchentauben
- Apatiner Roller, → Apatiner Tümmler (SRB/0939)
- Apatiner Tümmler (SRB/0939), Tümmler und Hochflieger
- Arabische Trommeltaube (D/0514), Trommeltauben
- Arader Tümmler (RO(D)/0933), Tümmler und Hochflieger
- Archangels,[8] der Farbenschlag „kupferschwarzflügel“ der → Gimpeltaube (D/0402)
- Armavir kurzschnäbliger Tümmler (RUS(D)/0841), Tümmler und Hochflieger
- Armavir langschnäbliger Klatschtümmler (RUS(SK)/1016), Tümmler und Hochflieger (→ Армавирский белоголовый космач, russisch)
- Astrachaner Tümmler, russischer Tümmler
- Australischer Tümmler, Tümmlertaube, die den Farbentauben nahe steht

### B
- Bajaer Tümmler (H/0954), Tümmler und Hochflieger
- Bakina, auch Bakina-Purzler,[13] Flugsporttaube
- Ballonbläser,[5] → Amsterdamer Kröpfer (NL/0331)
- Banater Huhntaube (serbisch Banatski pilicar),[14][10][11] Huhntaube
- Bandkröpfer,[5] →Aachener Bandkröpfer (D/0326)
- Barbarisi-Mövchen (SYR(D)/0725), Mövchentauben
- Barocker,[4] im Allgäu für die Deutsche Perückentaube †, → Perückentaube (GB/0605)
- Basraer Wammentaube (F/0041), Formentauben
- Bastarden oder Bastradschechen,[4] in der Fränkischen Schweiz die → Fränkische Bagdette (D/0106)
- Batschkaer Langschnäblicher Tümmler (SRB(D)/0859), Tümmler und Hochflieger
- Batschkaer Roller (serbisch Backi Prevrtac)[14]
- Bayerischer Hochflieger (D/0984), Tümmler und Hochflieger
- Bayerischer Kröpfer (D/0315), Kropftauben
- Beiruter Wammentaube[15]
- Belatschter Urjupinsker Tümmler, russische Tümmlertaube
- Belatschter Astrachaner Tümmler, russische Tümmlertaube
- Belgische Ausstellungsbrieftaube (B/0034), Formentauben
- Belgischer Hochflieger (B/0876), Tümmler und Hochflieger
- Belgischer Ringschläger (B/1102), Tümmler und Hochflieger
- Belgischer Tümmler (B/0882), Tümmler und Hochflieger
- Beloslatiner doppelkuppiger Tümmler (BG/1013), Tümmler und Hochflieger
- Beneschauer Taube (CZ/0054), Formentauben
- Bergamasco (I/0059), Formentauben
- Bergen Tümmler (N/0879), Tümmler und Hochflieger
- Berliner Altstämmer,[4] → Altstämmer (D/0907)
- Berliner Kurze (D/0904), Tümmler und Hochflieger
- Berliner Lange (D/0805), Tümmler und Hochflieger
- Berliner Langlatschiger Tümmler (D/0806), Tümmler und Hochflieger
- Bernburger Trommeltaube (D/0504), auch gemönchte Trommeltauben,[4] Trommeltauben
- Berner Gugger (CH/0411), Farbentauben
- Berner Lerche (CH/0412), Farbentauben
- Berner Rieselkopf (CH/0413), Farbentauben
- Berner Spiegelschwanz (CH/0414), Farbentauben
- Berner Weißschwanz (CH/0415), Farbentauben
- Berner Halbschnäbler (CH/0483), Farbentauben
- Bernhardiner Schecke (D/0446), Farbentauben
- Bialostocka Kalotte (PL/0935), Tümmler und Hochflieger (→ Krymka białostocka, polnisch)
- Biberacher Schecken,[16] → belatschte Süddeutsche Mönchtaube (D/0436)
- Bihac Roller (BIH/1007), Tümmler und Hochflieger
- Bijeljina Roller Roller (BIH/1008), Tümmler und Hochflieger
- Birmingham-Roller (GB/0918), Tümmler und Hochflieger (→ Birmingham Roller, englisch)
- Blagodarer Tümmler (RUS(D)/0970), Tümmler und Hochflieger (→ Благодарненский, russisch)
- Blauer Szovater (H/0061), Formentauben
- Bleigefärbert,[4] in Oberbayern der Farbenschlag „kupferweißflügel“ der → Gimpeltaube (D/0402)
- Böhmentaube (D/0401), auch Böhm und Ungarische,[4] Farbentauben
- Böhmische Bagdette (CZ/0110), Warzentauben
- Böhmischer Eiskröpfer (CZ/0325), Kropftauben
- Böhmische Flügelschecke glattfüssig (CZ/0478), Farbentauben
- Böhmische Flügelschecke, belatscht (CZ/0477), Farbentauben
- Böhmischer Stellerkröpfer (CZ/0345), Kropftauben
- Böhmische Trommeltaube (CZ/0516), Trommeltauben
- Böhmischer Tümmler (CZ/0967), Tümmler und Hochflieger
- Böhmischer Zwergkröpfer,[8] → Brünner Kröpfer (CZ/0330)
- Borino (E/0927), Tümmler und Hochflieger
- Botoschaner Tümmler (RO/0952), Tümmler und Hochflieger
- Bratislava Hochflieger (SK/1021), Tümmler und Hochflieger
- Braunschweiger Tümmler,[8][5] auch Braunschweiger Barttümmler[8] oder Braunschweiger Bärtchen,[4] die Farbenschläge mit Bärtchen des → Deutschen Langschnäbeligen Tümmlers (D/0801)
- Bremer Tümmler (D/0814), Tümmler und Hochflieger
- Breslauer Tümmler (D/0911), Tümmler und Hochflieger
- Bricoux-Tauben, Stamm Brieftauben von Dr. Arthur Bricoux[17]
- Brieftauben, eine Gruppe der Haustauben
- Briver Schwarzkopf (F/0047), Formentauben
- Broder Purzler (HR(D)/0950), Tümmler und Hochflieger
- Brünner Kröpfer (CZ/0330), Kropftauben
- Bucharische Trommeltaube (GB/0501), Trommeltauben (→ Bokhara Trumpeter, englisch)
- Budapester belatschter, gestorchter Tümmler (H/0955), Tümmler und Hochflieger
- Budapester Hochflieger (H/0847), Tümmler und Hochflieger
- Budapester Kiebitz (H/0846), Tümmler und Hochflieger
- Budapester Kurze (H/0844), Tümmler und Hochflieger
- Budapester Weißschild (H/0843), Tümmler und Hochflieger
- Budapester Weißschwingiger Hochflieger (H/0845), Tümmler und Hochflieger
- Buga-Taube (H/0062), Formentauben
- Bukarester roter Ciung Hochflieger (RO/1019), Tümmler und Hochflieger
- Bukarester schwarzer Hängeflügeltümmler (RO/0972), Tümmler und Hochflieger
- Bulgarisches Schildmövchen (BG/0727), Mövchentauben
- Bulgarischer Weißschild Roller (BG/0986), Tümmler und Hochflieger
- Burgaser Roller (BG/1014), Tümmler und Hochflieger
- Bursa Tümmler (TR(D)/0894), Tümmler und Hochflieger

### C
- Cakalroller (TR(D)/0895), Tümmler und Hochflieger
- Calarasier doppelkuppiger Tümmler (RO/1020), Tümmler und Hochflieger
- Canario Kröpfer (E/0344), Kropftauben
- Carneau (F/0007), Formentauben
- Carrier (GB/0101), Warzentauben
- Cauchois (F/0008), Formentauben
- Ceglédener belatschter Tümmler (ungarisch Ceglédi tollaslábú keringö)[14]
- Cegléder kurzschnäbeliger Ganseltümmler (H/0842), Tümmler und Hochflieger
- Celler,[4] im Städtedreieck Braunschweig, Magdeburg, Halberstadt die Varietäten „Weißschlag“ des → Deutschen Langschnäbeligen Tümmlers (D/0801)
- Chinesentaube (D/0609), auch Chinesisches Mövchen,[8] Strukturtauben
- Chinesische Tümmler (D/0914), Tümmler und Hochflieger
- Chorrera-Taube (E/0610), Strukturtauben
- Coburger Lerche (D/0025), Formentauben
- Colillano Kröpfer (E/0336), Kropftauben
- Criador Lusitano (P/0016), Formentauben (→ Criador lusitano, portugiesisch)
- Csepeler Tümmler (H/0956), Tümmler und Hochflieger
- Cumulet Hochflieger (GB/0822), Tümmler und Hochflieger

### D
- Damascener (GB/0042), Formentauben (→ Damascene, englisch)
- Dänischer Kröpfer (DK/0349), Kropftauben
- Dänische Perücke (DK/0604), Strukturtauben
- Dänischer Stieglitz (DK/0404), Farbentauben
- Dänischer Tümmler (DK/0810), Tümmler und Hochflieger
- Danziger Hochflieger (D/0816), Tümmler und Hochflieger
- Debreciner Roller (H/0849), Tümmler und Hochflieger
- Deutsche Doppelkuppige Trommeltaube (D/0502), Trommeltauben
- Deutsches Farbenschwanzmövchen (D/0709), Mövchentauben
- Deutsche Gabelschwanz Trommeltaube (D/0509), Trommeltauben
- Deutscher Indianer (D/0103), Warzentauben
- Deutscher Langschnäbeliger Tümmler (D/0801), Tümmler und Hochflieger
- Deutscher Modeneser (D/0206), Huhntauben
- Deutsches Nönnchen (D/0897), Tümmler und Hochflieger
- Deutsche Perückentaube †, → Perückentaube (GB/0605)
- Deutsche Schautaube (D/0032), Formentauben
- Deutscher Schautippler (D/0840), Tümmler und Hochflieger
- Deutsches Schildmövchen (D/0708), Mövchentauben
- Deutsche Schnabelkuppige Trommeltaube (D/0503), Trommeltauben
- Deutsche Trommeltaube,[4] → Deutsche Doppelkuppige Trommeltaube (D/0502)
- Dobrudshaner Tümmler (BG/0988), Tümmler und Hochflieger
- Dolabci,[18] Flugsporttaube
- Domestic Show Flight (ESKT/0915), Tümmler und Hochflieger (→ Domestic Show Flight, englisch)
- Dominomövchen (GB/0715), Mövchentauben (→ Domino Frill, englisch)
- Drachentaube,[8] → Carrier (GB/0101)
- Dragoner,[8] → Carrier (GB/0101)
- Dragoon (GB/0104), Warzentauben (→ Dragoon, englisch)
- Dresdner Trommeltaube (D/0505), Trommeltauben
- Dunakeszer gesprenkelter Tümmler (ungarisch Dunakeszi babos keringö)[14]
- Dunek,[13] Flugsporttaube

### E
- Echterdinger Farbentaube (D/0443), Farbentauben
- Edeltümmler,[4] → Altstämmer (D/0907)
- Eichbühler (CH/0484), Farbentauben
- Einfarbige Schweizertaube (CH/0416), Farbentauben
- Einfarbige Luzerner Taube (CH/0417), Farbentauben
- Einfarbiges Mövchen (GB/0710), Mövchentauben (→ African Owl, englisch)
- Eisker Doppelkuppiger Positurtümmler (RUS(D)/0870), Tümmler und Hochflieger
- Eistaube (D/0403), Farbentauben
- Elbinger Weißkopf (D/0908), Tümmler und Hochflieger
- Elsässer Kröpfer (F/0308), Kropftauben
- Elsterkröpfer (D/0305), Kropftauben
- Elsterpurzler (D/0828), Tümmler und Hochflieger
- Englische Bagdette,[8][5] → Carrier (GB/0101)
- Englischer Elstertümmler (GB/0807), Tümmler und Hochflieger (→ English Magpie, englisch)
- Englischer Flugtippler, Flugtyp (Schautyp: → Englischer Schau-Flugtippler (GB/0919))
- Englischer Großkröpfer (GB/0310), Kropftauben (→ English Pouter, englisch)
- Englische Höckertaube,[8] → Carrier (GB/0101)
- Englischer Kröpfer, → Englischer Großkröpfer (GB/0310)
- Englischer Longfaced Tümmler belatscht (GB/0831), Tümmler und Hochflieger (→ English Long Faced Tumbler, englisch)
- Englischer Longfaced Tümmler glattfüssig (GB/0830), Tümmler und Hochflieger (→ English Long Faced Tumbler, englisch)
- Englische Nonne (GB/0896), Tümmler und Hochflieger (→ Nun, englisch)
- Englisches Owl Mövchen (GB/0712), Mövchentauben
- Englische Perückentaube, → Perückentaube (GB/0605)
- Englischer Schau-Flugtippler (GB/0919), Tümmler und Hochflieger (Schautyp, Flugtyp: → Englischer Flugtippler)
- Englischer Schautippler (GB/0829), Tümmler und Hochflieger
- Englischer Shortfaced Tümmler (GB/0832), Tümmler und Hochflieger (→ English Short Faced Tumbler, englisch)
- Englische Trommeltaube (ESKT/0508), Trommeltauben (→ English Trumpeter, englisch)
- Englische Warzentaube,[8] → Carrier (GB/0101)
- Englischer Zwergkröpfer (GB/0329), Kropftauben  (→ Pigmy Pouter, englisch)
- Erlauer Tümmler (H/0860), Tümmler und Hochflieger
- Escampadissa (E/0923), Tümmler und Hochflieger (→ Colom d'escampadissa, katalanisch)
- Eulige,[4] im Städtedreieck Braunschweig, Magdeburg, Halberstadt der Farbenschlag „blauschimmel“ des → Deutschen Langschnäbeligen Tümmlers (D/0801)
- Exhibition Homer (GB/0028), Formentauben

### F
- Farbentauben, eine Gruppe der Rassetauben
- Federfüßiger Trommler,[4] → Deutsche Doppelkuppige Trommeltaube (D/0502)
- Feldfarbentaube, glattfüßig (D/0406), Farbentauben
- Feldflüchter (†)
- Feldtaube (†)
- Felegyhazaer Tümmler (H/0858), Tümmler und Hochflieger
- Figurita Mövchen (E/0722), Mövchentauben (→ Figurita Valenciana, spanisch)
- Flandrische Smerle (B/0702), Mövchentauben
- Florentiner (I/0201), Huhntauben
- Flugtippler
  - Flugtyp: → Englischer Flugtippler
  - Schautyp: → Englischer Schau-Flugtippler (GB/0919)
- Forellentaube,[5] der glattfüßige, gehämmerte Farbenschlag der → Eistaube (D/0403)
- Formentauben, eine Gruppe der Rassetauben
- Forster Bunte,[19] Wirtschaftstauben
- Forster Weisse,[19] Wirtschaftstauben
- Fränkische Bagdette (D/0106), Warzentauben
- Fränkische Feldtaube (D/0444), Farbentauben
- Fränkische Herzschecke (D/0445), Farbentauben
- Fränkische Trommeltaube (D/0512), Trommeltauben
- Fränkisches Samtschild (D/0449), Farbentauben
- Französische Bagdette (F/0107), Warzentauben
- Französischer Hochflieger (F/0884), Tümmler und Hochflieger
- Französische Kalotte (F/0971), Tümmler und Hochflieger
- Französischer Kröpfer (F/0307), Kropftauben
- Französisches Mövchen (F/0717), Mövchentauben
- Französische Sottobanca, → Sottobanca, franz. Zuchtrichtung (F/0020)
- Französischer Tümmler (F/0883), Tümmler und Hochflieger

### G
- Gabacho-Riesentaube,[12] Riesentauben
- Gaditano Kröpfer (E/0337), Kropftauben
- Galatzer Roller (RO/0974), Tümmler und Hochflieger
- Garten-Pfautaube (GB/0608), Strukturtauben
- Gascogne-Taube (F/0014), Formentauben
- Geldersche Slenke (NL/1106), Tümmler und Hochflieger (→ Gelderse slenk, niederländisch)
- Gelockte Wammentaube, → Syrische Gelockte Wammentaube (F/0040)
- Genter Kröpfer (B/0309), Kropftauben
- Genter Mövchen (B/0718), Mövchentauben
- Genuine Homer (GB/0029), Formentauben
- Giant Homer (ESKT/0030), Formentauben
- Giertaube (F/0009), Formentauben
- Gimpeltaube (D/0402), Farbentauben (→ Archangel, englisch)
- Glanztaube (D/0487), Farbentauben
- Glattfüßige Ungarische Riesentaube,[12] Riesentauben, Wirtschaftstauben
- Glattköpfige Trommeltaube, → Altenburger Trommeltaube
- Goastrommel,[4] die → Deutsche Doppelkuppige Trommeltaube (D/0502) in blaufahl mit Ockerbrust im Salzburgerland und Oberösterreich
- Goldspiegel,[4][5] der goldweißflügel Farbenschlag der → Gimpeltaube (D/0402)
- Golster,[20] → Elsterkröpfer (D/0305)
- Gorguero Kröpfer (E/0339), Kropftauben
- Göteborg Tümmler (S/0878), Tümmler und Hochflieger
- Granadino Kröpfer (E/0343), Kropftauben
- Griwuntümmler (RUS(D)/0871), Tümmler und Hochflieger (→ Гривун, russisch)
- Groninger Slenke (NL/1105), Tümmler und Hochflieger
- Große Deutsche Kropftaube,[8] → Altdeutscher Kröpfer (D/0301)
- Große Spanische Mondaintaube, Riesentauben (spanisch Gran Mundana Espanola)[12]
- Gsattelte,[4] → Bernhardiner Schecke (D/0446)
- Gumbinner Weißkopf (D/0909), Tümmler und Hochflieger

### H
- Hagenaar (NL/0875), Tümmler und Hochflieger
- Hamburger Kalotte (D/0900), Tümmler und Hochflieger
- Hamburger Sticken (D/0707), Mövchentauben
- Hamburger Schimmel (D/0898), Tümmler und Hochflieger
- Hamburger Tümmler (D/0899), Tümmler und Hochflieger
- Hana Kröpfer (CZ/0314), Kropftauben
- Hannoversche Tümmler (D/0813), Tümmler und Hochflieger
- Harzburger Trommeltaube (D/0506), Trommeltauben
- Haseltaube,[4] der kupferblauflügel-gehämmerte Farbenschlag der → Gimpeltaube (D/0402)
- Haskower Farbkopftümmler (BG/0991), Tümmler und Hochflieger
- Helmet, → Amerikanische Kalotte
- Helmtauben, → Kalotten
- Hessischer Kröpfer (D/0317), Kropftauben
- Hinkeltaube,[8] → Florentiner (I/0201)
- Hochflugtauben, eine Gruppe der Haus-, Sport- und Rassetauben
- Hódmezővásárhelyer Schaukappentümmler (H/0959), Tümmler und Hochflieger
- Holländer Ballonkröpfer,[5] → Amsterdamer Kröpfer (NL/0331)
- Holländer Tümmler,[4] → Altstämmer (D/0907)
- Holländische Kröpfer (NL/0302), Kropftauben
- Horseman Kröpfer (GB/0332), Kropftauben
- Hubbel,[19] Wirtschaftstauben
- Huhnschecken (A/0202), Huhntauben
- Huhntauben, eine Gruppe der Haus- und Rassetauben
- Hyazinthtaube (NL/0408), Farbentauben (→ Hyacintduif, niederländisch)

### I
- blauflügelige Illyrer,[8] der blauflügel Farbenschlag der → Gimpeltaube (D/0402)
- Indianer (GB/0102), Warzentauben (→ Barb, englisch)
- Indische Pfautaube (ESKT/0607), Strukturtauben (→ Indian Fantail, englisch)
- Irischer Flugtümmler (IRL/1023), Tümmler und Hochflieger
- Isterer,[4] im Schwarzwald der → Elsterpurzler (D/0828)
- Italienischer Modeneser, → Triganino Modeneser (I/0207)
- Italienisches Mövchen (I/0706), Mövchentauben (italienisch Cravattato Italiano)[14]

### J
- Janja Roller (BIH/1010), Tümmler und Hochflieger
- Jassyer geelsterter Tümmler, → Jassyer Pag Tümmler
- Jassyer Pag Tümmler (BIH/1018), Tümmler und Hochflieger (rumänisch Jucator Pag de Iasi)
- Jassyer Tümmler (RO/0862), Tümmler und Hochflieger (rumänisch Jucator de Iasi)
- Jassyer Weißer Tümmler (RO/1017), Tümmler und Hochflieger (rumänisch Jucator Balan de Iasi)
- Jiennense Kröpfer (E/0340), Kropftauben
- Jurupinsker, russischer Tümmler
  - → Urjupinsker Tümmler
  - → Belatschter Urjupinsker Tümmler

### K
- Kairuantaube, Riesentauben (französisch Mondain de Kairouan)[12]
- Kakucser Tümmler (ungarisch Kakucsi Szarka)[14]
- Kalotten, Tümmlertauben mit Kalottenzeichnung
- Kalugaer Tümmler (RUS/0869), Tümmler und Hochflieger
- Kamischinsker Tümmler, Tümmler und Hochflieger
- Kaposvárer Tigerbunter Tümmler (ungarisch Kaposväri tigristarka keringö)[14]
- Karakandtaube (SYR(I)/1024), Tümmler und Hochflieger
- Karrier,[8] → Carrier (GB/0101)
- Karpatische Riesentaube,[12] Riesentauben
- Kasaner Tümmler (RUS(D)/0868), Tümmler und Hochflieger
- Kaschauer Roller (SK/0931), Tümmler und Hochflieger
- Kaschauer Tümmler (SK/0930), Tümmler und Hochflieger
- Kasseler Tümmler (D/0803), Tümmler und Hochflieger
- Katalanischer Tümmler (E/0928), Tümmler und Hochflieger
- Kaunas-Schmetterlingstümmler,[21] Tümmler
- Kecskeméter Tümmler (H/0943), Tümmler und Hochflieger
- Kelebek,[13] Flugsporttaube
- Kerekegyhäzer Tümmler (ungarisch Kerekegyházy keringö)[14]
- Kiewer Tümmler (RUS(D)/0891), Tümmler und Hochflieger
- King (ESKT/0204), Huhntauben
- Kiskunfelegyhazer Tümmler, glattköpfig (H/0944), Tümmler und Hochflieger
- Klattschtümmler, Gruppe der Tümmler
- Klausenburger Blauer (RO/0975), Tümmler und Hochflieger
- Klausenburger Roller (RO/0976), Tümmler und Hochflieger
- Klausenburger Tümmler (RO/0979), Tümmler und Hochflieger
- Koaböhm,[4] in Oberbayern für den blauen Farbenschlag ohne Binden der → Böhmentaube (D/0401)
- Koburger,[4] → Coburger Lerche (D/0025)
- Kölner Tümmler (D/0827), Tümmler und Hochflieger
- Königsberger Farbenkopf (D/0905), Tümmler und Hochflieger (→ Кёнигсбергский цветнохвостый, russisch)
- Königsberger Reinauge (D/0906), Tümmler und Hochflieger
- Konstanzaer Tümmler (RO/1003), Tümmler und Hochflieger
- Komorner Tümmler (H/0857), Tümmler und Hochflieger
- Köröser Tümmler (H/0864), Tümmler und Hochflieger
- Krakauer Elstertümmler (PL/0808), Tümmler und Hochflieger
- Krasnodarer Tümmler (RUS(D)/0949), Tümmler und Hochflieger
- Kropftauben, eine Gruppe der Rassetauben
- Krusevacko Pomeravski Tümmler (SRB/1025), Tümmler und Hochflieger
- Kupfergrüne Mühlhausener Taube (†), verschwundene Rasse der Thüringer Farbentauben
- Kupfergrüne Hirschbacher Taube (†), 1987 ausgestellte Thüringer Farbentaube
- Kupferspiegel,[4][5] der kupferweißflügel Farbenschlag der → Gimpeltaube (D/0402)
- Kurdistaner Riesentaube,[12] Riesentauben
- Kurzschnäbliger Tümmler,[4] → Altstämmer (D/0907)
- Kurzschwänzige Taube,[8] → Florentiner (I/0201)

### L
- Lahore (D/0037), Formentauben
- Lacenetaube (GB/0409), Farbentauben
- Lasurtaube,[4] → Eistaube (D/0403)
- Laudino Sevillano Kröpfer (E/0038), Kropftauben
- Lausitzer Füchse,[22] gelber und roter Farbenschlag der → Sächsischen Feldfarbentauben (D/0475)
- Lausitzer Purzler (D/0953), Tümmler und Hochflieger
- Leuvener Signor (B/0313), Kropftauben
- Libanontaube (D/0038), Formentauben
- Lichtschecken,[4] in der Fränkischen Schweiz der blaugedeckte Farbenschlag der → Fränkischen Bagdette (D/0106)
- Liller Kröpfer (F/0328), Kropftauben
- Liller Tümmler (F/1006), Tümmler und Hochflieger
- Limerick-Tümmler (IRL/1001), Tümmler und Hochflieger
- Luchstaube (D/0024), Formentauben
- Lockentaube (D/0601), Strukturtauben
- Lodzer Gestorchter (PL/0809), Tümmler und Hochflieger
- Lomer Tümmler (BG/0989), Tümmler und Hochflieger
- Loznicki Kurze (SRB/1026), Tümmler und Hochflieger
- Lugojer Roller (RO/0990), Tümmler und Hochflieger
- Lütticher Ausstellungsbrieftaube (B/0035), Formentauben
- Lütticher Barbet (B/0723), Mövchentauben
- Lütticher Mövchen (B/0719), Mövchentauben
- Luzerner Einfarbig, → Einfarbige Luzerner Taube (CH/0417)
- Luzerner Elmer (CH/0418), Farbentauben
- Luzerner Goldkragen (CH/0421), Farbentauben
- Luzerner Kupferkragen (CH/0420), Farbentauben
- Luzerner Lerche,[23] Varietät der → Luzerner Kupferkragen (CH/0420)
- Luzerner Rieselkopf (CH/0422), Farbentauben
- Luzerner Schildtaube (CH/0419), Farbentauben
- Luzerner Weißschwanz (CH/0423), Farbentauben

### M
- Mährische Bagdette (CZ/0111), Warzentauben
- Mährischer Elsterkröpfer (CZ/0311), Kropftauben
- Mährischer Morak (CZ/0312), Kropftauben
- Mährische Strasser (CZ/0022), Formentauben
- Mährischer Weißkopfkröpfer (CZ/0321), Kropftauben
- Makoer Hochflieger (H/0957), Tümmler und Hochflieger
- Makoer Huhntaube,[10][11] Huhntauben
- Mallorca-Riesentaube (E/0058), Formentauben (→ Colom de Casta Grossa, katalanisch)
- Malteser (A/0203), Huhntauben
- Mandeltümmler, auch Mandelfarbiger Tümmler,[4] → Englischer Shortfaced Tümmler (GB/0832)
- Manotte (F/0055), Formentauben
- Marchenero Kröpfer (E/0334), Kropftauben
- Mariola (P/0056), Formentauben (→ Mariola, portugiesisch)
- Mariolinha (P/0057), Formentauben (→ Mariolinha, portugiesisch)
- Martham (GB/0049), Formentauben
- Märkische Elster (D/0902), Tümmler und Hochflieger
- Masurischer Werfer (PL/0968), Tümmler und Hochflieger
- Mazedonische Drehtaube,[13] Flugsporttaube
- Mehltaube,[4] → Eistaube (D/0403)
- Memeler Hochflieger (D/0815), Tümmler und Hochflieger
- Miskolcer Tümmler (ungarisch Miskolci keringö)[14]
- Mittelhäuser (D/0045), Formentauben
- Modena (GB/0205), Huhntauben (→ Modena, englisch)
- Mondain (F/0006), Formentauben
- Montauban (F/0003), Formentauben
- Monorer Tümmler (H/0945), Tümmler und Hochflieger
- Mookeetaube (D/0820), Tümmler und Hochflieger
- Moroncelo Kröpfer (E/0342), Kropftauben
- Morrillero Kröpfer (E/0341), Kropftauben (→ Colom gavatxut morriller alacantí, katalanisch)
- Moskauer Kalottentümmler, → Russische Kalotten
- Moskauer Schwarzgeelster Tümmler (RUS(D)/0985), Tümmler und Hochflieger
- Mövchentauben, eine Gruppe der Rassetauben
- Mühlhausener Nutztaube (F/0010), Formentauben
- Münsterländer Feldtaube (D/0407), Farbentauben
- Muntenia Weißschwanztümmler (RO/0977), Tümmler und Hochflieger

### N
- Nagelböhm,[4] in Oberbayern für den blaugehämmerten Farbenschlag der → Böhmentaube (D/0401)
- Nagelschecken,[4] in der Fränkischen Schweiz der Farbenschlag „blaugehämmert-gedeckt“ der → Fränkischen Bagdette (D/0106)
- Niederbayerischer Kröpfer (D/0346), Kropftauben
- Niederländischer Hochflieger (NL/0824), Tümmler und Hochflieger
- Niederländische Kalotte (NL/0825), Tümmler und Hochflieger
- Niederländischer Lockenkröpfer (NL/0352), Kropftauben
- Niederländische Schönheitsbrieftaube (NL/0033), Formentauben (→ Nederlandse schoonheidspostduif, niederländisch)
- Niederschlesischer Belatschter Tümmler (PL/0961), Tümmler und Hochflieger (→ Dolnośląski biały łapciaty, polnisch)
- Nikolajewer Hochflieger,[18] Flugsporttaube
- Nischer Tümmler:
  - → Nischer Hochflieger
  - → Nischer Standard Tümmler
- Nischer Hochflieger (SRB/0887), Tümmler und Hochflieger
- Nischer Standard Tümmler (SRB/1027) oder Nischer Standardtaube (serbisch Niski Standard)[14]
- Nönnchen, → Deutsches Nönnchen (D/0897)
- Norddeutscher Altstämmer,[4] → Altstämmer (D/0907)
- Nordkaukasischer Positurtümmler (RUS(D)/0872), Tümmler und Hochflieger
- Norwegischer Tümmler, (N/0880), Tümmler und Hochflieger
- Norwich Kröpfer (GB/0306), Kropftauben (→ Norwich Cropper, englisch)
- Novisader Kurze (SRB/0889), Tümmler und Hochflieger
- Nürnberger Bagdette (D/0105), Warzentauben
- Nürnberger Lerche (D/0448), Farbentauben
- Nürnberger Schwalbe (D/0447), Farbentauben

### O
- Österreichische Fischertaube (A/0486), Farbentauben
- Österreichischer Ganselkröpfer (A/0351), Kropftauben
- Österreichischer Kröpfer,[5] → Brünner Kröpfer (CZ/0330)
- Österreichischer Weißschwanz (A/0464), Farbentauben
- Orientalisches Mövchen (GB/0714), Mövchentauben (→ Oriental Frill, englisch)
- Orientalischer Roller (D/0850), Tümmler und Hochflieger
- Ostpreußischer Werfer (D/0819), Tümmler und Hochflieger
- Ostrauer Bagdette (CZ/0109), Warzentauben
- Ostrowietzer Warzentaube (PL/0117), Warzentauben
- Ostslowakischer Roller (SK/0980), Tümmler und Hochflieger

### P
- Pazardchiner Roller (BG/0992), Tümmler und Hochflieger
- Pekinger Riesentaube,[12] Riesentauben
- Persischer Hochflieger, auch Persischer Hochflugpurzler,[18] Flugsporttaube
- Persischer Roller (D/0851), Tümmler und Hochflieger
- Perückentaube (GB/0605), Strukturtauben (→ Jacobin, englisch)
- Pester gestorchter Tümmler (ungarisch Pesti gólyás keringó)[14]
- Pester blauer Tümmler (ungarisch Pesti kek keringó)[14]
- Pfautaube (GB/0606), Strukturtauben (→ Fantail, englisch)
- Piacentino (I/0004), Formentauben
- Picard Haube (F/0017), Formentauben
- Piemontesertaube,[8] → Florentiner (I/0201)
- Piestanauer Riesentaube (SK/0048), Formentauben
- Pinta (E/0926), Tümmler und Hochflieger (→ Colom de pinta, katalanisch)
- Polnischer Adler (PL/0963), Tümmler und Hochflieger
- Polnische Bagdette (PL/0114), Warzentauben
- Polnischer Griwun Tümmler (PL/0937), Tümmler und Hochflieger
- Polnische Kalotte (PL/0934), Tümmler und Hochflieger
- Polnischer Kronentümmler (PL/0877), Tümmler und Hochflieger
- Polnischer Kurze (PL/0948), Tümmler und Hochflieger (→ Gołąb krótkodzioby polski, polnisch)
- Polnische kurzschnäbelige Elster (PL/0969), Tümmler und Hochflieger
- Polnischer Langschnäbliger Tümmler (PL/0802), Tümmler und Hochflieger
- Polnischer Masciuch (PL/0960), Tümmler und Hochflieger
- Polnisches Mövchen (PL/0724), Mövchentauben
- Polnische Riesentaube,[12] Riesentauben
- Polnischer Schildiger Hochflieger (PL/0965), Tümmler und Hochflieger
- Polnische Schönheitsbrieftaube (PL/0065), Formentauben
- Polnische Warzentaube (PL/0116), Warzentauben (→ Brodawczak polski, polnisch)
- Pommerscher Kröpfer (D/0303), Kropftauben
- Pommersche Schaukappe (D/0817), Tümmler und Hochflieger
- Portugiesische Huhntaube,[10][11] Huhntauben
- Portugiesische Tümmler (P/0921), Tümmler und Hochflieger (→ Cambalhota português, portugiesisch)
- Porzellantaube,[5] die porzellanfarbige → Eistaube (D/0403)
- Posener Farbenkopf (D/0910), Tümmler und Hochflieger (→ Barwnogłówka poznańska, polnisch)
- Poster (CH/0485), Farbentauben
- Prachener Kanik (CZ/0021), Formentauben
- Prager Tümmler (CZ/0913), Tümmler und Hochflieger
- Prager Mittelschnäbeliger Tümmler (CZ/1009), Tümmler und Hochflieger (→ Pražský rejdič středozobý, tschechisch)
- Preußischer Weißkopf,[5] → Elbinger Weißkopf (D/0908)
- Ptarmigan (GB/0611), Strukturtauben

### R
- Rafeno Kröpfer (E/0335), Kropftauben
- Rakonitzer Roller (CZ/0885), Kropftauben
- Rassetauben, eine Gruppe der Haustauben
- Razgrader Roller (BG/0993), Tümmler und Hochflieger
- Refilador (E/0925), Tümmler und Hochflieger
- Regensburger Tümmler (D/0852), Tümmler und Hochflieger
- Renaisien, → Ronsenaar (B/0051)
- Revellois (F/0013), Formentauben
- Rheinischer Ringschläger (D/1103), Tümmler und Hochflieger
- Riesentauben, eine Gruppe der Rassetauben
- Riesentaube von Madras,[12] Riesentauben (Murassa di Madras)
- Rigaer Tümmler (D/0823), Tümmler und Hochflieger
- Ringschläger, Gruppe der Sport- und Rassetauben
- Romagnolo (I/0005), Formentauben
- Römer (F/0001), Formentauben
- Ronsenaar (Renaisien; B/0051), Formentauben
- Rostocker Tümmler (D/0901), Tümmler und Hochflieger
- Rostower Positurtümmler (RUS(D)/0873), Tümmler und Hochflieger
- Roubaisien (F/0052), Formentauben
- Rschewer Sternschwanztümmler (RUS(D)/0866), Tümmler und Hochflieger
- Rumänische Bindiger Hochflieger (RO/0978), Tümmler und Hochflieger
- Rumänischer Geelsterter Bärtchentümmler (RO(D)/0854), Tümmler und Hochflieger
- Rumänischer kirschroter Hochflieger (RO/1005), Tümmler und Hochflieger
- Rumänischer Nackthalstümmler (RO(D)/0853), Tümmler und Hochflieger
- Rumänischer Orbetan Hochflieger (rumänisch Zburator Orbetan Romanesca)[14]
- Rumänische Riesentaube,[12] Riesentauben
- Rumänischer rostfarbiger Hochflieger (RO/1004), Tümmler und Hochflieger
- Rumänischer Weißschwanztümmler (RO(D)/0855), Tümmler und Hochflieger
- Russer Bärtchentümmler (BG/0994), Tümmler und Hochflieger
- Russer Blauer Tümmler (BG/0995), Tümmler und Hochflieger
- Russer Tschilbolli (BG/0996), Tümmler und Hochflieger
- Russische Kalotten, Tümmler und Hochflieger
- Russische Trommeltaube †, in doppelkuppigen Rassen aufgegangen[7]
  - → Deutsche Doppelkuppige Trommeltaube (D/0502),[5] auch Russischer Trommler[4]
  - → Bucharische Trommeltaube (GB/0501)[4]

### S
- Saarlandtaube (D/0011), Formentauben
- Sächsischer Brüster (D/0474), Farbentauben
- Sächsische Eistaube, belatschte Farbenschläge der → Eistaube (D/0403)
- Sächsische Feldfarbentaube (D/0475), Farbentauben
- Sächsische Flügeltaube (D/0469), Farbentauben
- Sächsischer Kröpfer (D/0316), Kropftauben
- Sächsische Mönchtaube (D/0467), Farbentauben
- Sächsische Mondtaube (D/0473), Farbentauben
- Sächsische Pfaffentaube (D/0466), Farbentauben
- Sächsische Porzellantaube, porzellanfarbige → Eistaube (D/0403)
- Sächsische Reißerflügel, rot- oder gelbgehämmerte → Sächsische Flügeltaube (D/0469)
- Sächsische Schildtaube (D/0471), Farbentauben
- Sächsische Schnippe (D/0472), Farbentauben
- Sächsische Schwalbe (D/0468), Farbentauben
- Sächsische Storchtaube (D/0470), Farbentauben
- Sächsische Verkehrtflügelfarbentaube, → Verkehrtflügelfarbentaube (D/0476)
- Sächsischer Weißschwanz (D/0465), Farbentauben
- Salzburger,[20] der goldblauflügel-gehämmerte Farbenschlag der → Gimpeltaube (D/0402)
- Sankt Galler Flügeltaube (CH/0431), Farbentauben
- Sarajevoroller (BiH/0888), Tümmler und Hochflieger (→ Sarajevski prevrtač, bosnisch)
- Schautauben, eine Gruppe der Rassetauben
- Schiras Tümmler (D/0920), Tümmler und Hochflieger
- Schlesier,[4] → Eistaube (D/0403)
- Schlesische Eistauben,[4] rotäugige → Eistauben (D/0403)
- Schlesischer Farbenkopf (CZ/0064), Formentauben
- Schlesischer Kröpfer (D/0323), Kropftauben
- Schlesischer Mohrenkopf (D/0480), Farbentauben
- Schmalkaldener Mohrenkopf (D/0602), Strukturtauben
- Schmiss,[4] in der Fränkischen Schweiz die Varietäten mit weißem Keil der → Fränkischen Bagdette (D/0106)
- Schmöllner Trommeltaube (D/0511), Trommeltauben
- Schöneberger Streifige (D/0903), Tümmler und Hochflieger
- Schönheitsbriefer,[4] → Deutsche Schautaube (D/0032)
- Schumener Tümmler (BG/0997), Tümmler und Hochflieger
- Schwarzwälder Bauerntümmler,[4] → Elsterpurzler (D/0828)
- Schwedisches Mövchen (S/0720), Mövchentauben
- Schwedischer Tümmler (S/0881), Tümmler und Hochflieger
- Schweizer Kröpfer (CH/0348), Kropftauben
- Segler, Gruppe der Haus-, Sport- und Rassetauben
- Seldschuke (D/0613), Strukturtauben
- Serbischer Hochflieger (SRB/0886), Tümmler und Hochflieger
- Severiner Tümmler (rumänisch Zburatort de Severin)[14]
- Sevillanokröpfer, → Laudino Sevillano Kröpfer (E/0338)
- Show Antwerp (GB/0026), Formentauben
- Show Homer (GB/0027), Formentauben
- Show Racer (ESKT/0031), Formentauben
- Sibirische Eistaube,[8] der belatschte, weißgeschuppte Farbenschlag der → Eistaube (D/0403)
- Sibirischer Positurtümmler (RUS(D)/0962), Tümmler und Hochflieger
- Siebenbürger Doppelkuppige Tümmler (RO(D)/0863), Tümmler und Hochflieger
- Siebenbürger Purzler,[13] Flugsporttaube
- Silbertaube,[8] → Eistaube (D/0403)
- Sisaker Roller (HR/0938), Tümmler und Hochflieger
- Slenken
  - → Groninger Slenke (NL/1105)
  - → Geldersche Slenke (NL/1106)
- Slowakischer Hochflieger (SK/0932), Tümmler und Hochflieger
- Slowakischer Kröpfer (SK(D)/0322), Kropftauben
- Slowenische Weißkopftaube (SLO/0060), Formentauben
- Smolensker Tümmler, Russische Tümmlertaube
- Smyrnaer Riesentaube,[12] Riesentauben
- Smyter (D/0053), Formentauben
- Sofiaer gescheckter Tümmler (BG/0998), Tümmler und Hochflieger
- Somborer weißfußiger Hochflieger (serbisch Somborski gacasti Visokoletac)[14]
- Sottobanca (I/0019), Formentauben
- Sottobanca, franz. Zuchtrichtung (F/0020), Formentauben
- Soultzer Haube (F/0018), Formentauben
- Spaniertaube (D/0046), Formentauben
- Spanisches Erdbeerauge (E/0118), Warzentauben (→ Colom ull de maduixa, katalanisch)
- Spanische Flamenca-Taube (E/0113), Warzentauben
- Speelderke (B/1101), Tümmler und Hochflieger
- Spiegelgimpel,[5] der goldweißflügel Farbenschlag der → Gimpeltaube (D/0402)
- Spielflugtauben, eine Gruppe der Haus-, Sport- und Rassetauben
- Stadttaube, verwilderte Haustaube
- Staparer Tümmler (SRB(D)/0890), Tümmler und Hochflieger
- Stargarder Zitterhals (D/0818), Tümmler und Hochflieger
- Startaube (D/0405), Farbentauben
- Starwitzer Flügelsteller Kröpfer (D/0320), Kropftauben
- Steigerkröpfer (D/0318), Kropftauben
- Steinheimer Bagdette (D/0108), Warzentauben
- Stellerkröpfer (D/0319), Kropftauben
- Stettiner Tümmler (D/0912), Tümmler und Hochflieger
- Stralsunder Hochflieger (D/0804), Tümmler und Hochflieger
- Straßentaube, → Stadttaube, verwilderte Haustaube
- Strasser (D/0023), Formentauben
- Straußtaube,[8] → Deutsche Schnabelkuppige Trommeltaube (D/0503)
- Strukturtauben, eine Gruppe der Rassetauben
- Südbatschkaer Tümmler (H/0941), Tümmler und Hochflieger
- Süddeutsche Blasse (D/0435), Farbentauben
- Süddeutsche Kohllerche (D/0432), Farbentauben
- Süddeutsche Latztaube (D/0440), Farbentauben
- Süddeutscher Mohrenkopf (D/0439), Farbentauben
- Süddeutsche Mönchtaube, belatscht (D/0436), Farbentauben
- Süddeutsche Mönchtaube, glattfüßig (D/0437), Farbentauben
- Süddeutsche Schildtaube (D/0438), Farbentauben
- Süddeutsche Schnippe (D/0441), Farbentauben
- Süddeutscher Tigermohr (D/0433), Farbentauben
- Süddeutscher Weißschwanz (D/0434), Farbentauben
- Swertna-Taube,[10][11] Huhntauben
- Syrische Gelockte Wammentaube (F/0040), Formentauben
- Syrischer Segler (GB/0044), Formentauben
- Syrische Wammentaube (GB/0039), Formentauben
- Szegediner Hochflieger (H/0861), Tümmler und Hochflieger
- Szekesfehervarer Purzler (H/0942), Tümmler und Hochflieger
- Szolnoker Bagdette (H/0115), Warzentauben
- Szolnoker Tümmler (H/0940), Tümmler und Hochflieger

### T
- Taganroger Tümmler (RUS(D)/0867), Tümmler und Hochflieger
- Takla-Taube,[18] Flugsporttaube, Rolltaube
- Thailänder Riesentaube,[12] Riesentauben
- Targovister roter Hochflieger (RO/1005), Tümmler und Hochflieger
- Targovister Tümmler (BG/0999), Tümmler und Hochflieger
- Temeschburger Schecke (RO(D)/0856), Tümmler und Hochflieger
- Texaner (ESKT/0012), Formentauben
- Thurgauer Elmer (CH/0424), Farbentauben
- Thurgauer Mehlfarbige (CH/0425), Farbentauben
- Thurgauer Mönch (CH/0426), Farbentauben
- Thurgauer Schildtaube (CH/0427), Farbentauben
- Thurgauer Weißschwanz (CH/0428), Farbentauben
- Thüringer Brüster (D/0461), Farbentauben
- Thüringer Einfarbige (D/0450), Farbentauben
- Thüringer Flügeltaube (D/0458), Farbentauben
- Thüringer Goldkäfertaube (D/0451), Farbentauben
- Thüringer Kröpfer (D/0324), Kropftauben
- Thüringer Mäusertaube (D/0453), Farbentauben
- Thüringer Mönchtaube (D/0462), Farbentauben
- Thüringer Mondtaube (D/0463), Farbentauben
- Thüringer Schildtaube (D/0459), Farbentauben
- Thüringer Schnippe (D/0460), Farbentauben
- Thüringer Schwalbe (D/0456), Farbentauben
- Thüringer Schwingentaube:
  - verschollene, der Storchtaube ähnelnde Thüringer Farbentaube mit farbigem Schwanz
  - → Thüringer Storchtaube
- Thüringer Storchtaube (D/0457), Farbentauben
- Thüringer Weißkopf (D/0454), Farbentauben
- Thüringer Weißlatz (D/0455), Farbentauben
- Thüringer Weißschwanz (D/0452), Farbentauben
- Timoker Blumentaube (serbisch Timocki cvetasti golub “Cvetas”)[14]
- Transkarpatische Riesentaube,[12] Riesentauben
- Travniker Kurze (BiH/0946), Tümmler und Hochflieger
- Triganino Modeneser (Gazzi) (I/0207), Huhntauben (→ Triganino Modenese, italienisch)
- Trommeltauben, eine Gruppe der Rassetauben
- Trommeltaube,[4] → Deutsche Doppelkuppige Trommeltaube (D/0502)
- Trompeter,[4] → Deutsche Doppelkuppige Trommeltaube (D/0502)
- Trompetertaube,[8] → Deutsche Schnabelkuppige Trommeltaube (D/0503)
- Tschechischer Eiskröpfer, → Böhmischer Eiskröpfer (CZ/0325) (tschechisch Cesky volác sivy)
- Tulaer Sternschwanztümmler (RUS(D)/0865), Tümmler und Hochflieger
- Tümmlertauben, eine Gruppe der Haus-, Sport- und Rassetauben
- Türke,[4] → Deutsche Doppelkuppige Trommeltaube (D/0502)
- Tunesisches Mövchen  (F/0721), Mövchentauben
- Turbiteenmövchen (GB/0716), Mövchentauben
- Turbitmövchen (GB/0711), Mövchentauben (→ Turbit, englisch)

### U
- Ungarische Autosex Huhntaube (ungarisch Magyar autosex Tyúgalamb)[14]
- Ungarischer Dunkelgestorchter Hochflieger (H/0966), Tümmler und Hochflieger
- Ungarischer Elstertümmler (H/0958), Tümmler und Hochflieger
- Ungarische,[4] → Böhmentaube (D/0401)
- Ungarische Huhntaube (ungarisch Magyar csirkegalamb),[14][10][11] Huhntauben
- Ungarische Pfautaube (H/0612), Strukturtauben
- Ungarischer Purzler (ungarisch Magyar Pergö)[14]
- Ungarischer Riesenkröpfer (H/0347), Kropftauben
- Ungarische Riesentaube (H/0002), Formentauben
- Ungarische Schönheitsbrieftaube (H/0036), Formentauben
- Ural Eistaube,[8] der glattfüßige, weißgeschuppte Farbenschlag der → Eistaube (D/0403)
- Urjupinsker Tümmler, russische Tümmler
- Usbekischer Tümmler (RUS(D)/0892), Tümmler und Hochflieger

### V
- Valenciano Kröpfer, niederl. Zuchtrichtung (NL/0333), Kropftauben
- Valencia-Riesentaube,[12] Riesentauben
- Varnaer Tümmler (BG/1000), Tümmler und Hochflieger
- Verkehrtflügelfarbentaube (D/0476), Farbentauben
- Verkehrtflügelkröpfer (D/0304), Kropftauben
- Vijenaer Tümmler (serbisch Vijensky Letac)[14]
- Vogtländer,[4] in Berlin auch für geelsterte → Berliner Langlatschige Tümmler (D/0806)
- Vogtländer Weißkopf-Trommeltaube (D/0507), Trommeltauben
- Voorburger Schildkröpfer (NL/0327), Kropftauben
- Vrschatschkaer Tümmler (SRB/0947), Tümmler und Hochflieger

### W
- Waldviertler Kröpfer (A/0350), Kropftauben
- Wammentauben, Gruppe der Haus-, Sport- und Rassetauben
- Warschauer Schmetterling (PL/0936), Tümmler und Hochflieger
- Warzentauben, eine Gruppe der Haus- und Rassetauben
- West of England Tümmler (GB/0833), Tümmler und Hochflieger (→ West of England Tumbler, englisch)
- Weiße Ungarische Huhntaube,[10][11] Huhntauben
- Weiße Wirtschaftstaube,[24] → Mittelhäuser (D/0045)
- Wiener Gansel (A/0839), Tümmler und Hochflieger
- Wiener Kurze (A/0838), Tümmler und Hochflieger
- Wiener Röserlscheck (A/0983), Tümmler und Hochflieger
- Wiener Tümmler (A/0835), Tümmler und Hochflieger
- Wiener Hochflieger (A/0981), Tümmler und Hochflieger
- Wiener Weißschild (A/0837), Tümmler und Hochflieger
- Wiggertaler Farbenschwanz (CH/0429), Farbentauben
- Wirtschaftstauben, eine Gruppe der Haustauben
- Wolgaer Positurtümmler (RUS(D)/0874), Tümmler und Hochflieger
- Wolga-Farbschwanztümmler, → Nordkaukasischer Positurtümmler
- Wolgatümmler, → Wolgaer Positurtümmler
- Wolkenstecher,[5] →Danziger Hochflieger (D/0816)
- Wolverhampton Elster Tümmler (GB/0916), Tümmler und Hochflieger
- Wolverhampton Badge Tümmler (GB/0837), Tümmler und Hochflieger
- Wrschatzer Roller (serbisch Vrsacki Prevrtac)[14]
- Württemberger Mohrenkopf (D/0442), Farbentauben
- Wuta,[13] Flugsporttaube

### Z
- Zadarer Roller (HR/1022), Tümmler und Hochflieger
- Zagreber Roller (HR/0951), Tümmler und Hochflieger
- Zenica Roller (BIH/1011), Tümmler und Hochflieger
- Ziehböhm,[4] in Oberbayern für den rotfahlen Farbenschlag der → Böhmentaube (D/0401)
- Ziertauben, nicht domestizierte in Gefangenschaft gehaltene und gezüchtete Wildtauben
- Zigarrenmachertaube,[4] → Bremer Tümmler (D/0814)
- Zürcher Weissschwanz (CH/0430), Farbentauben